# Vandal Savage
Vandal Savage is een superschurk uit de strips van DC Comics. Hij werd bedacht door Alfred Bester en Martin Nodell, en maakte zijn debuut in Green Lantern #10 in 1943.

## Biografie
Savage’s geschiedenis begint ongeveer 50,000 jaar voor Christus. Hij was toen een holbewoner en leider van de Blood Tribe. Op een dag werd hij blootgesteld aan de straling van een mysterieuze meteoor, wat hem onsterfelijk maakte en zijn intelligentie sterk vergrootte. Een lid van een rivaliserende stam onderging dezelfde procedure, en werd zo Savage’s eeuwige tegenstander, de Immortal Man.
Savage heeft de aarde van het DC Universum al geteisterd sinds de oudheid. Hij stond in de afgelopen millennia bekend als vele historische figuren zoals Chefren, Julius Caesar, Zwartbaard, Dzjengis Khan en Vlad Dracula. Hij was aanwezig bij de vernietiging van Atlantis, en was de leider van de Illuminati. Savage was tevens een goede vriend van historische figuren als Erik de Rode, Napoleon Bonaparte, Ra's al Ghul, Otto von Bismarck, en Adolf Hitler.
Gedurende de jaren 40 bevocht Savage geregeld de Justice Society of America. Hij werd vooral dwarsgezeten door Flash. Daar hij al zo lang in leven is, heeft Savage vermoedelijk al gevochten met elke (super)held uit de geschiedenis van het DC Universum. In het heden is hij een geducht tegenstander van de Justice League.
In de serie “DC One Million” werd onthuld dat Savage mogelijk aan zijn einde zal komen in het jaar 85,271. Hij werd vanuit dit jaar teruggestuurd naar de 20e eeuw, waar hij midden in een nucleaire explosie terechtkwam (ironisch genoeg een explosie die hij destijds zelf had veroorzaakt).

## Krachten en vaardigheden
Savage is grotendeels onsterfelijk. Hij wordt niet ouder, en kan niet sterven door ziektes. Vermoedelijk kan hij wel gedood worden, maar dat is tot op heden niet gebeurd.
Savage heeft door zijn lange leven enorm veel ervaring op het gebied van vechten en technologie. Hij is een genie, en kan zich gemakkelijk staande houden tegen veel helden.

## In andere media
- Savage had een gastrol in enkele afleveringen van de series Justice League en Justice League Unlimited. De League ontmoette hem voor het eerst in de aflevering “The Savage Time”, waarin de hedendaagse Savage technologie gaf aan zijn jongere versie uit de jaren 40 zodat die tijdens de Tweede Wereldoorlog de macht kon grijpen. Savage’s oorsprong in de serie is gelijk aan die in de strips.

- In het zevende seizoen van de serie Smallville komt een onsterfelijk personage voor genaamd Dr. Curtis Knox, die opvallend veel gelijkenissen vertoond met Vandal Savage, en mogelijk zelfs Savage is. Hij wordt gespeeld door Dean Cain.

- Vandal Savage is de primaire antagonist in de serie Legends of Tomorrow, gespeeld door Casper Crump. Ter introductie van deze serie maakte hij eerst zijn opwachting in seizoen 2 van The Flash en Seizoen 4 van Arrow.